# 白鷹町スクールバス
白鷹町スクールバス（しらたかまちスクールバス）は、山形県西置賜郡白鷹町にて運行しているスクールバスである。
ここでは、一般住民も有償で乗車可能な、住民混乗型のスクールバスとして運行しているものについて述べる。
また、後ろの方で以前運行されていた白鷹町営バス（しらたかちょうえいバス）についても述べる。

## 概要
- 山交バス荒砥・中山線及び、白鷹町営バス荒砥・大瀬線の廃止に伴い、一般住民の足を確保するため運行開始された。
- 道路運送法79条に基づく自家用有償旅客運送の登録を受けている。
- 料金は、一般200円、通学以外で利用の小学生及び障害者は100円、未就学児は無料。
- 日曜・祝日・年末年始（12/29～1/3）は運休。土曜日は、11月～3月の間は運行される。

## 沿革
- 2009年4月1日 - スクールバス荒砥・大瀬線、荒砥・中山線運行開始。
- 2009年11月16日 - 鮎貝・高岡線、横田尻・黒鴨線、鮎貝・高玉線運行開始[1]。
- 2015年4月1日 - 荒砥・高玉線、荒砥・横田尻線、荒砥・四季の郷線、荒砥・黒鴨線、荒砥・萩野線運行開始[2]。

## 路線
以下の路線がある。　※2009年4月1日現在
荒砥・大瀬線
- 荒砥駅 - 病院前 - 荒砥車庫前 - 荒砥小学校口 - スピカ前 - 菖蒲 - 白鷹温泉口 - 大瀬

荒砥・中山線
- 荒砥駅 - 病院前 - 荒砥車庫前 - 荒砥小学校口 - 中十王 - 滝野 - 萩野 - 中山学校口 - 中山スキー場口

## 白鷹町営バス
白鷹町営バスは、山交バスの路線廃止に伴い白鷹町が運行していた、廃止代替バスである。デマンドタクシーの導入に伴い、廃止されている。

### 概要
- 料金は区間制
- パレス松風・西高玉線は、日曜・祝祭日・第24土曜・8/13～16・12/29～1/3は運休。荒砥・大瀬線は日曜・祝祭日・1/1～1/3は運休だった。
- 運行形態は、パレス松風・西高玉線は、自家用自動車（白ナンバー車）による有償運送で、運行業務をアルカディア財団に委託していた。荒砥・大瀬線は山交バスに運行委託していた。

### 沿革
- 1989年4月 - 荒砥・大瀬線運行開始。
- 1995年12月 - 山交バス長井 - 鮎貝 - 荒砥線廃止。
- 1996年4月 - パレス松風・西高玉線運行開始。
  - 当時の運行経路は、パレス松風 - 荒砥車庫前 - 姫城口 - 境（終点）　だった。
- 2008年8月1日 - 川西エリアでのデマンドタクシー運行開始に伴い、パレス松風・西高玉線運行休止。
- 2009年4月1日 - デマンドタクシーの川東エリアへの展開に伴い、荒砥・大瀬線廃止。

### 路線
以下の路線があった。　※2002年4月1日現在、全バス停掲載
パレス松風・西高玉線
- パレス松風 - 仏坂 - みゆき病院前 - 十王 - スピカ前 - 横町 - 荒砥車庫前 - 病院前 - 荒砥高校前 - 新町 - 三番坂 - 神明町 - 鮎貝新町 - 赤坂口 - 鮎貝八幡宮 - スポーツ公園口 - 鮎貝駅前 - 下町 - 蚕桑学校前 - 東高玉 - 権現堂 - 堺 - 釜の越坂 - 薬師桜 - 桜美館前 - 瑞龍院前 - 横沢医院前 - 上ノ台公園 - 池ノ端 - 十二の桜 - 姫城口（童門桜） - 畑中 - 若宮町 - 新野医院前 - 鮎貝駅前

荒砥・大瀬線
- 病院前 - 荒砥車庫前 - 荒砥小学校口 - スピカ前 - 横町 - 荒砥駅前 - 薬師堂前 - 菖蒲 - 黒滝神社前 - 蒔沢橋 - 問屋前 - 白鷹温泉口 - 佐野原 - 千作 - 堺松 - 太平橋 - 大瀬

### 車両
- パレス松風・西高玉線は白鷹町の白ナンバー車を使用していたが、荒砥・大瀬線は山交バスの車両を使用していた。

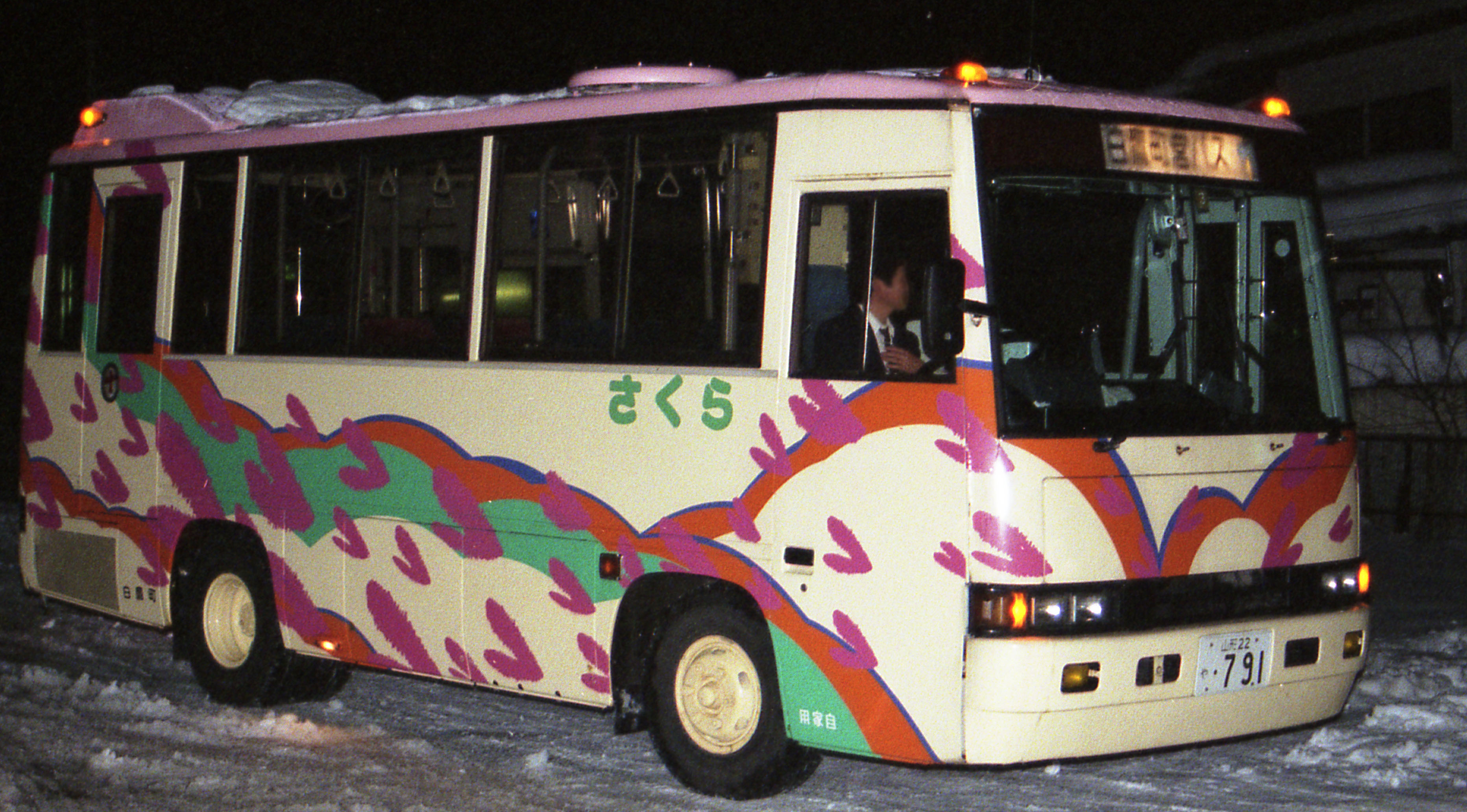
パレス松風・西高玉線の車両
(1998年当時)